# Kysylsu (Pandsch)
Der Kysylsu (russisch Кызылсу́) ist ein rechter Nebenfluss des Pandsch in Tadschikistan.
Der Kysylsu entspringt an den südlichen Ausläufern der Wachschkette. Er fließt in überwiegend südlicher Richtung und mündet nach 230 km in den Pandsch. Das Einzugsgebiet umfasst 8630 km². 58 km oberhalb der Mündung beträgt der mittlere Abfluss (MQ) 75 m³/s. Im Winter gefriert der Fluss. Ein bedeutender linker Nebenfluss ist der Jachsu. Das Wasser des Kysylsu wird zur Bewässerung genutzt.
Nicht zu verwechseln ist der Fluss mit dem gleichnamigen Quellfluss des Wachsch.